# Chan Kazuhiro
Chan Kazuhiro (japanisch 張一博 Chan Kazuhiro, Pinyin Zhang Yibo; * 15. Juli 1985 in Nagoya, Präfektur Aichi) ist ein japanischer Tischtennisspieler.

## Werdegang
Erste internationale Auftritte hatte er erst 2009, da er vorher vom japanischen Verband nicht eingesetzt wurde. So konnte er an den Weltmeisterschaften in Yokohama teilnehmen, wo er im Achtelfinale auf Ma Long traf und mit 2-4 unterlag.
Weitere Auftritte folgten 2010 beim World Team Cup, mit der japanischen Mannschaft traf er im Viertelfinale auf Titelverteidiger China. Er selbst traf erneut auf Ma Long, den er mit 3-0 schlagen konnte, jedoch unterlag Japan später China. Zudem war er Teil der Mannschaft das bei der Weltmeisterschaft Bronze holte.
2011 war er in der Chinese Superleague aktiv. Bei den Chile Open traf er im Viertelfinale auf Jun Mizutani, den er besiegen konnte, er scheiterte jedoch im weiteren Turnierverlauf an Yan An. 2012 war er auf der Pro Tour mehr aktiv, bei den Korea Open konnte er unter anderem das Halbfinale erreichen, Xu Xin war dann zu stark.
Mit dem Sieg gegen den Top-20 Spieler Lee Sang-su verbesserte er sich in der Weltrangliste schließlich über 30 Plätze. Bei den Pro Tour Grand Finals, für die er sich sportlich qualifizieren konnte, musste Chan sich Tan Ruiwu geschlagen geben.
2013 folgten unter anderem Teilnahmen bei den Russian Open, mit Alexander Shibaev schlug er einen weiteren Topspieler, gegen Ruwen Filus bei den Czech Open, verlor er relativ chancenlos. Trotzdem konnte der Japaner an den Grand Finals teilnehmen. Hier traf er in der ersten Runde auf Ma Long, womit seine Niederlage besiegelt war. Ab 2014 nahm er noch an nationalen Turnieren teil, unter anderem an den Japanischen Meisterschaften, wo er Dritter wurde, trat dann aber weniger international in Erscheinung.

## Privat
Chan Kazuhiro ist verheiratet mit Tang Yuanyuan, welche die japanische Spielerin Ai Fukuhara betreute.

## Turnierergebnisse
Nennung von Ergebnissen:
| Verband | Veranstaltung            | Jahr | Ort               | Land                | Einzel        | Doppel        | Mixed      | Team |
| ------- | ------------------------ | ---- | ----------------- | ------------------- | ------------- | ------------- | ---------- | ---- |
| JPN     | Jugend-Weltmeisterschaft | 2004 | Budapest          | Ungarn              | Viertelfinale | Viertelfinale | letzte 16  | 2    |
| JPN     | Jugend-Weltmeisterschaft | 2005 | Linz              | Österreich          | letzte 16     | Viertelfinale | Halbfinale | 2    |
| JPN     | Weltmeisterschaft        | 2009 | Yokohama          | Japan               | letzte 16     | letzte 32     |            |      |
| JPN     | Weltmeisterschaft        | 2010 | Moskau            | Russland            |               |               |            | 3    |
| JPN     | Weltmeisterschaft        | 2011 | Rotterdam         | Niederlande         | letzte 64     | letzte 32     |            |      |
| JPN     | Weltmeisterschaft        | 2012 | Dortmund          | Deutschland         |               |               |            | 3    |
| JPN     | Weltmeisterschaft        | 2013 | Paris             | Frankreich          | letzte 128    | letzte 64     |            |      |
| JPN     | Pro Tour Grand Finals    | 2012 | Hangzhou          | Volksrepublik China | letzte 16     | Viertelfinale | letzte 16  |      |
| JPN     | Pro Tour Grand Finals    | 2013 | Dubai             | Saudi-Arabien       | letzte 32     | letzte 16     |            |      |
| JPN     | Pro Tour                 | 2013 | St. Petersburg    | Russland            | Gold          |               |            |      |
| JPN     | Pro Tour                 | 2013 | Olmütz            | Tschechien          | Viertelfinale | letzte 16     |            |      |
| JPN     | Pro Tour                 | 2013 | Linz              | Österreich          | Viertelfinale | Halbfinale    |            |      |
| JPN     | Pro Tour                 | 2012 | Santiago de Chile | Chile               | Halbfinale    |               |            |      |